# Фейзиев, Гасан Гулу оглы
Гасан Гулу оглы Фейзиев (азерб. Həsən Qulu oğlu Feyziyev; 10 сентября 1936, Тахирли, Астрахан-Базарский район — 26 ноября 2024) — азербайджанский учёный-теплотехник.

## Биография
Гасан Фейзиев родился 10 сентября 1936 года в деревне Тахирли Джалилабадского района Азербайджанской ССР. В 1953 году, окончив 7-летнюю школу, приехал в г. Баку и поступил в Бакинский Энергетический техникум.
В 1957 году окончив техникум с красным дипломом, без вступительных экзаменов был зачислен в Институт нефти и химии им. М. Азизбекова на факультет энергетики по специальности «Теплоэнергетические установки электрических станций». В 1962 году, окончив с отличием институт, остался работать там же.
С 1963 по 1970 годы являлся ассистентом, старшим преподавателем, доцентом кафедры «Парогазовые турбины и теплоэлектростанции» Института нефти и химии им. М. Азизбекова.
В 1969 году в Москве, в НИИ «ВОДГЕО» защитил кандидатскую, в 1980 г. в Московском энергетическом институте докторскую диссертации. Доктор технических наук. В 1982 году присвоено звание профессора.
С 1978  по 2013 год заведовал кафедрой «Теплоснабжение и теплотехника» Азербайджанского Архитектурного и Строительного университета.
Действительный член Международной экоэнергетической академии
Является заслуженным педагогом Азербайджана, академиком международной академии «Экээнергетика».

## Основные научные достижения
Основным направлением научной деятельности Г. К. Фейзиева  является разработка и совершенствование технологий водоподготовки для теплоэнергетических предприятий. Работал над вопросами повышения технологий опреснения и обессоливания морской воды. Для решения проблемы образования накипи разработал, теоретически обосновал и внедрил оригинальные технологии Mg-Na-  и  Na-катионитного  умягчения с использованием испарителей для регенерации катионитов только продувочной воды, работающих на умягченной морской воде. Эти методы снимают ограничение по сульфатным барьерам и позволяют осуществить  процесс дистилляции  при высоких температурных уровнях и кратностях упаривания.
Г. К, Фейзиевым разработаны и внедрены в производство  технологии бессточного умягчения воды катионированием с утилизацией стоков непосредственно в процессе очистки воды. После глубокого анализа существующих технологий химического обессоливания пресных вод и тщательного исследования процессов Фейзиев разработал и внедрил в производство новые методы и приемы регенерации и обработки как Н-катионитных, так и ОН- анионитных  фильтров обессоливающей установки. Новые технологии химообессоливания воды  позволяют в 2- 2,5 раза снизить удельные расходы кислоты и щелочи ионитных фильтров и повысить рабочие обменные емкости ионитов в 1.5 -2 раза по сравнению с существующими технологиями. В разработанных технологиях используется противоточный принцип ионирования.
На базе изобретений  Г.К. Фейзиева на Техсовете Министерство энергетики и электрификации СССР приняло пять методических указаний, которые являются нормативными документами, и многие установки водоподготовки ТЭС проектируются и строятся на их основе. По решению этого же Совета под научным руководством Г.К. Фейзиева была открыта отраслевая лаборатория.
Результатом плодотворной деятельности ученого является создание научной школы в этой области.
Является соавтором более 250 научных трудов, в том числе 5 монографий, 44 изобретений. Разработанные Фейзиевым технологии обработки морских и соленоватых вод Mg-Na-катионированием внедрены на Нефтяных Камнях, Сумгаитской ТЭЦ-1 и ГРЭС « Северная» АзГлавЭнерго. Технологии бессточного умягчения и малосточного химобессоливания внедрены на Али-Байрамлинской ГРЭС АзГлавЭнерго, Московской ТЭЦ-21, ТЭЦ Горьковского Автозавода , Минских ТЭЦ-3 И ТЭЦ-5 , Волжской ТЭЦ-2, Кармановской ГРЭС, КазанскихТЭЦ-1,2,3, Тюменьской ТЭЦ-2 и других.
Изобретенные им двухселевые-противоточные фильтры на 2006 год выпускались в Таганроге, Тамбове, Бийске.
На основе предложенных Г. Фейзиевым технологий спроектировано более 100 установок.
Изобретения учёного применяются в Китае, Турции, Израиле, Украине, России.

## Награды и звания
- Заслуженный педагог Азербайджана (21 апреля 2006)[4]